# Novalles
Novalles es una comuna suiza del cantón de Vaud, situada en el distrito de Jura-Nord vaudois. Limita al noreste con la comuna de Grandevent, al este con Fontaines-sur-Grandson, al sur con Giez, al suroeste y oeste con Vugelles-La Mothe, y al noroeste con Bullet.
La comuna hizo parte hasta el 31 de diciembre de 2007 del distrito de Grandson, círculo de Grandson.